# Inmigración libanesa en España
La inmigración libanesa en España es un tipo de inmigración árabe en España que se refiere al asentamiento de libaneses, esencialmente ciudadanos de la República Libanesa (Asia Occidental), en el Reino de España (sur de Europa y norte de África).

## Historia de los libaneses en España
El Líbano, si bien es un territorio diferenciado que puede retrotraerse bastante en la historia, existe como país independiente desde mediados del siglo XX, independizándose del control francés en pleno contexto de la Segunda Guerra Mundial en Oriente Medio.
Poco después del comienzo de su independencia como Estado, su población formada por un crisol de culturas, especialmente por los nutridos grupos de musulmanes suníes y cristianos maronitas, llevó al país a una guerra civil cuando los suníes, inspirados en el panarabismo reclamado por el presidente egipcio Gamal Abdel Nasser.
En 1975, la Organización para la Liberación de Palestina, asentada en Beirut estalló una nueva guerra civil en el Líbano que esta vez sacudió el país y se mantuvo hasta 1990, lo cual desestabilizó la república y convirtió al país en emisor de refugiados.
En el caso de España, los inmigrantes y refugiados desde el Líbano no fue un número especialmente alto, siendo más común que estos refugiados se trasladarán a la vecina Francia, antigua metrópoli colonial del Líbano, aunque su presencia en la Fuerza Provisional de las Naciones Unidas para el Líbano, hizo que también se considerase como destino para colaboradores libaneses con el destacamento español.
A lo largo del siglo XXI, la presencia libanesa en España ha crecido sutilmente, especialmente en los años de mayor turbulencia política en la zona. Además, el Ministerio de Inclusión, Seguridad Social y Migraciones atiende a medio centenar de personas hispano-libanesas a través de un programa específico.

## Estadísticas
Gráfica del censo oficial de población libanesa residente en España (sólo incluye ciudadanos con pasaporte libanés con permiso de trabajo en España. No incluye apátridas, nacionalizados ni otras circunstancias):
| Gráfica de evolución de Inmigración libanesa en España entre 1998 y 2022 |
|                                                                          |
| Datos del INE a 1 de enero de cada año.                                  |